# La sombra del cazador
La sombra del cazador (The Hunting Party en inglés) es una película cómica-bélica estrenada el 4 de enero de 2008, dirigida por Richard Shepard y protagonizada por Richard Gere, Terrence Howard y Jesse Eisenberg.
Inspirada en personajes reales, el antagonista está basado en Radovan Karadzic, acusado de genocidios y crímenes de guerra, y el guion está basado en el artículo de la revista Esquire Lo que hice en mis vacaciones de verano, escrito por Scott Anderson.
La película se rodó en Bosnia Herzegovina, Creta y Zagreb.

## Argumento
Un periodista (Jesse Eisenberg), un cámara (Terrence Howard) y un reportero (Richard Gere) siguen el rastro para capturar al criminal apodado El Zorro. Todo empeora cuando Mirjana (Diane Kruger), una representante de las Naciones Unidas, los toma por agentes de la CIA.

## Reparto
- Terrence Howard como Duck.
- Richard Gere como Simon Hunt.
- Gordana Vukres como la mujer en la ceremonia de premios.
- James Brolin como Franklin Harris.
- Sanela Seferagic como una asistente sexy.
- Damir Saban como Gert.
- Aleksandra Grdic.
- Jesse Eisenberg como Benjamin Strauss.
- John W. Falk como un periodista.
- Scott Anderson como un periodista.
- Harald Doornbos como un periodista.
- Philippe Deprez como un periodista.
- Erich Rathfelder como un periodista.
- Zan Marolt como un periodista.
- Ljubomir Kerekes como el Zorro.
- Kristina Krepela como Marda.
- Snezana Markovic como Una.
- Joy Bryant como la novia de Duck.
- Goran Kostić como Srdjan.
- Branko Smiljanic como el hombre con nueve dedos.
- Semir Krivic como el camarero del motel.
- Nitin Ganatra como el oficial indio.
- R. Mahalakshmi Devaraj como Miriam.
- Mark Ivanir como Boris.
- Lucio Slama como el hombre con una herida.
- Damir Kukulj como un hombre solitario.
- Kata Ivkovcic como una anciana.
- Srecko Franovic como un joven.
- Sasa Dodik como un cliente en el bar.
- Amer Isanovic como un cliente en el bar.
- Miraj Grbic como Goran, un mafioso.
- Mladen Vulic como un mafioso.
- Zdravko Kocevar como Sascha.
- Diane Kruger como Mirjana.
- Marinko Prga como uno de los hombres del Zorro.
- Luka Peros.
- Dylan Baker como un agente de la CIA.
- Arif Alaibegovic como el anciano con la guitarra.
- Lejla Hadzimuratovic como la mujer de Bosnia.
- Matija Tomsic como un soldado.
- Kevin Wigfall como el soldado con el cóctel Molotov.

## Recepción
Javier Ocaña, del diario El País, ha comentado lo siguiente: 

Funciona conforme más estrambóticas son sus secuencias. (...) en cambio, se derrumba por abajo: es en las escenas más trágicas (...) cuando se rompe el tono y el filme cae en unos charcos nada perdonables.

Javier Cortijo, del diario ABC, ha criticado lo siguiente: 

Sin eludir los tópicos más gruesos tanto de la profesión periodística (...) como de la bélica (...) el filme funciona medianamente (...) Una credibilidad que cae en picado en el tramo final (...) Puntuación: ★★ (sobre 5).

Ha recibido una crítica negativa por parte de Manohla Dargis del New York Times, donde la define como un intento de sátira fallido y mal orientado.
Alberto Buín, editor de Blog de cine, la ha definido como una historia totalmente estúpida de tres corresponsales de guerra que son más listos que el resto del mundo, defensores de la verdad y la justicia al más puro estilo de Chuck Norris, pero sin tantos disparos.